# Ballistic Missile Early Warning System

Cobertura de los radares BMEWS
Sistema PAVE PAWS

El sistema Ballistic Missile Early Warning System (BMEWS) fue la primera red de alerta temprana de detección por radar de misiles balísticos de la Fuerzas Aéreas de Estados Unidos, durante la Guerra fría. Existente desde 1958–1961. Su función fue la detección de un supuesto ataque de misiles balísticos que sobrevolaría la región polar del hemisferio norte. Hay 3 bases en la red:
- Base aérea de Thule de la USAF en Groenlandia (76°31′52″N 68°42′11″O / 76.531, -68.703).[2]
- La base aérea  de Clear en Alaska (64°17′19″N 149°11′22″O / 64.28861, -149.18944)[3]
- La base Fylingdales de la Royal Air Force en el Reino Unido (54°21′42″N 0°40′11″O / 54.3616, -0.6697)

Las bases utilizaron durante cuatro décadas los radares instalados originalmente, posteriormente fueron sustituidos por radares de fase. La base aérea de Clear, fue la última en ser equipada, recibió en 2001 un radar activo de barrido electrónico, del tipo PAVE PAWS anteriormente instalado en Texas. Los datos recibidos por la red BMEWS se transmitían hasta 2006 a NORAD en la Cheyenne Mountain Air Force Station y desde su cierre a Peterson Air Force Base, donde están contrastados con datos procedentes de otros sensores de tipo PAVE PAWS.